# Иванов, Василий Фёдорович
Василий Фёдорович Иванов (4 марта 1885 года, с. Мокрое, Калужская губерния, Российская империя — 31 июля 1944 года, Харбин, Китай) — русский политический деятель, националист, писатель и конспиролог.

## Биография
Родился в крестьянско-купеческой семье, изгнан из дома отцом «за политику». Закончил Казанский университет, успешно занимался адвокатской деятельностью. Активный участник белого движения, идеолог-пропагандист при правительстве адмирала Колчака. В 1921 году был министром внутренних дел в дальневосточном правительстве братьев Меркуловых, сформированном на территории, занятой белыми войсками. В июле 1921 года — председателем совета управления ведомствами приамурского временного правительства.
После падения правительства эмигрировал в Китай, жил в основном в Маньчжурии, где стал одним из активных деятелей монархического объединения в Харбине. За время пребывания в Шанхае в 1920 году участвовал в создании Монархического объединения, а в 1926 году возглавил шанхайскую ячейку Русской фашистской организации, затем преобразованной в Русскую фашистскую партию.
Выступал с лекциями, преподавал в местных учебных заведениях, занимался юридической деятельностью, писал книги.
Главным трудом стало исследование «Русская интеллигенция и масонство. От Петра Первого до наших дней», изданная в Харбине в 1934 году. Книга написана в антимасонском ключе, имеет признаки сочинений конспирологического рода. Отводя главную роль в распространении масонского влияния в России интеллигенции, В. Ф. Иванов считал, что «история русской интеллигенции за 200 последних лет стала историей масонства».
Умер в Харбине в 1944 году.

## Краткая библиография
- Мировая пошлость. (Несколько слов о социализме). Изд. 2-е.  — Харбин, 1920.
- Мученик за Россию. — Харбин, 1932.
- В поисках государственного идеала. — Харбин, 1932.
- От Петра I до наших дней. Русская интеллигенция и масонство. — Харбин, 1934.
- Православный мир и масонство. — Харбин, 1935.
- На реках вавилонских. О нашей эмигрантской доле. — Харбин, 1935.
- Тайная дипломатия. Внешняя политика России и международное масонство. — Харбин, 1937.
- На путях к России. — Харбин, 1938.
- Под святым крестом и двуглавым орлом. — Харбин, 1939.
- Император Николай II. — Харбин, 1939.
- Пушкин и масонство. — Харбин, 1940.
- Православный мир и масонство. — М.: ТРИМ, 1993. — 96 с.
- Русская интеллигенция и масонство. От Петра Первого до наших дней. — М., 1997.
- Русская интеллигенция и масонство. От Петра Первого до наших дней. — М., 1999. (Приложение к журналу «Москва»). — 544 с.
- Русская интеллигенция и масонство. От Петра Первого до наших дней [Текст] / В. Ф. Иванов; [предисл. Михаила Смолина]. — Москва : ФИВ, 2013. — 533 с. ; 25 см. — (Имперская традиция). — Библиогр.: в конце кн. и в подстроч. примеч. — 1000 экз.. — ISBN 978-5-91399-006-8